# Odontesthes ledae
Odontesthes ledae es una especie del género de peces Odontesthes, de la familia Atherinopsidae en el orden Atheriniformes. Habita en aguas dulces y salobres del nordeste del Cono Sur de América del Sur, y es denominada comúnmente pejerrey. Posee una carne sabrosa, por lo que es buscado por los pescadores deportivos. Esta especie alcanza los 19 cm de largo total.

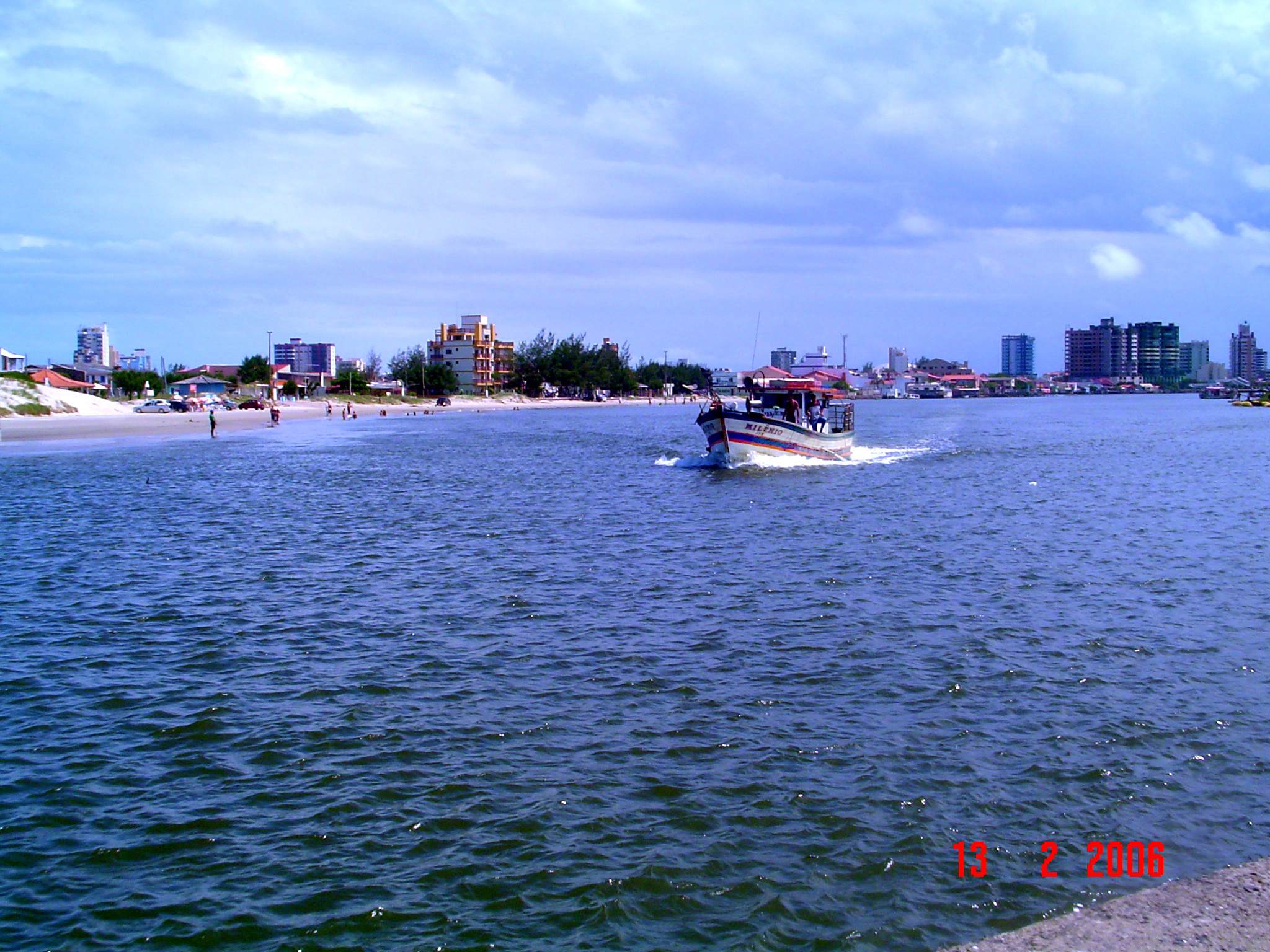
El río Tramandaí; el hábitat de esta especie.

## Distribución y hábitat
Odontesthes ledae habita en lagos, lagunas, y cursos fluviales de agua dulce templados a templado-cálidos, penetrando en tramos estuariales de ríos y albuferas de aguas salobres en el noreste del estado de Río Grande del Sur, en el sur de Brasil. Se distribuye en lagunas interconectadas con aguas salobres de la zona estuarina de la cuenca del río Tramandaí, desde la laguna de Armazem a través de la laguna del Rincón hacia las aguas del sur, además de dos lagunas parcialmente aisladas del sur de la cuenca del río Tramandaí, es decir, la laguna de Cipó y la laguna de Solidao.

## Taxonomía
Esta especie fue descrita originalmente en el año 2002 por los ictiólogos Luiz Roberto Malabarba y Brian Spencer Dyer Hopwood.